# EXIF

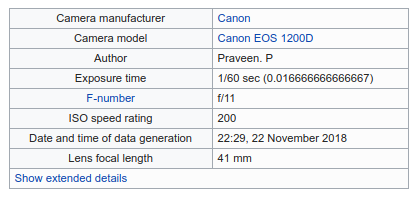
EXIF-данные файла на Викискладе (таблица на английском, сжата)

EXIF (англ. Exchangeable Image File Format) — стандарт, позволяющий добавлять к изображениям и прочим медиафайлам дополнительную информацию (метаданные), комментирующую этот файл, описывающий условия и способы его получения, авторство и т. п. Получил широкое распространение в связи с появлением цифровых фотокамер. Информация, записанная по этому стандарту, может использоваться как пользователем, так и различными устройствами, например, принтером. Стандарт EXIF является чрезвычайно гибким (например, позволяет сохранить полученные с приёмника GPS координаты места съёмки) и допускает широкое развитие — как правило, фотоаппараты добавляют к файлу информацию, специфичную только для данной конкретной камеры. Правильно интерпретировать такую информацию могут только программы от изготовителя фотоаппарата.
Разработчик формата — Japan Electronics and Information Technology Industries Association (JEITA).
EXIF является частью более широкого стандарта DCF.
Версия Exif 2.2 (известная также как Exif Print) введена в 2002 году. Наиболее существенные дополнения касаются данных, описывающих условия съемки, нужных для корректной печати таких изображений. Эти данные могут потребоваться, например, при печати ночных снимков, для которых обилие темноты не является ошибкой фотографа: автоматика принтера может пытаться «спасти» такие снимки, но не должна этого делать. В 2016 году представлена версия 2.31. Новейшая версия 3.0 увидела свет в мае 2023 года. Помимо прочего в ней реализована поддержка UTF-8 для хранения текстовых данных не в ASCII-кодировке.
| Версия EXIF            | Дата выпуска  | Изменения                                                    |
| ---------------------- | ------------- | ------------------------------------------------------------ |
| 1.0                    | Октябрь 1995  | Установлены базовые определения тегов                        |
| 1.1                    | Май 1997      | Добавлены теги и эксплуатационные характеристики             |
| 2.0                    | Ноябрь 1997   | Добавлены цветовое пространство sRGB, GPS и сжатые миниатюры |
| 2.1                    | Декабрь 1998  | Добавлены теги совместимости DCF                             |
| 2.2                    | Апрель 2002   | Применён Exif Print                                          |
| 2.21                   | Сентябрь 2003 | Исправления и дополнения                                     |
| 2.21 (унифицированная) | Сентябрь 2009 | Дополнительные исправления                                   |
| 2.3                    | Апрель 2010   | Добавлены пересмотренные ISO-теги и информация об объективе  |
| 2.3 (пересмотренная)   | Декабрь 2012  | Исправления                                                  |
| 2.31                   | Июль 2016     | Добавлены теги часовых поясов и ситуации съёмки              |
| 2.32                   | Май 2019      | Добавлены теги составных изображений                         |
| 3.0                    | Май 2023      | Добавлен тип данных UTF-8                                    |
| 3.0                    | Декабрь 2024  | Изменено определение GPSAltitudeRef                          |

## Использование в цифровой фотографии
Большинство современных цифровых фотокамер записывает параметры съёмки в файлы изображений. Также при обработке изображений в EXIF может записываться дополнительная информация.
Пример информации, записываемой в EXIF цифровой фотокамерой:
- производитель камеры,
- модель камеры,
- модель объектива,
- информация о правообладании,
- выдержка,
- диафрагма,
- светочувствительность в единицах ISO,
- использование вспышки,
- разрешение кадра,
- фокусное расстояние объектива,
- размер матрицы,
- фокусное расстояние, эквивалентное 35-мм кадру,
- дата и время съёмки,
- ориентация камеры (вертикально/горизонтально) для камер со встроенным акселерометром,
- тип баланса белого,
- географические координаты места съёмки.

Прочитать/обработать эти параметры можно в программах просмотра изображений (фотоорганайзерах), графических программах и специальных программах для работы с метаданными.

## Программы, поддерживающие EXIF
В настоящее время EXIF повсеместно, в большей или меньшей степени, поддерживается программами просмотра изображений и даже штатными средствами операционных систем. Степень поддержки может быть разная, возможно искажение или даже полное удаление данных EXIF из-за неполной поддержки формата. Наиболее полной поддержкой обладают утилиты ExifTool и ShowExif .

## Версии
- Exif 2.1 — анонс 12.06.1998
- Exif 2.2[4]
- Exif 2.3
- Exif 2.31[2]
- Exif 3.0[3]